# République socialiste du Gilan
1920–1921
Entités précédentes :
- Dynastie kadjar (Iran)

Entités suivantes :
- Dynastie kadjar (Iran)

La république socialiste soviétique perse du Gilan (plus connue sous le nom de république soviétique du Gilan) était une république soviétique établie dans la province iranienne du Gilan entre juin 1920 et septembre 1921. Elle a été créée par Mirza Koutchak Khan Jangali, un dirigeant du Mouvement constitutionnaliste du Gilan et par ses partisans Jangalis (hommes de la forêt), avec l'assistance de l'armée rouge soviétique.

## Histoire
Le mouvement Jangali qui avait commencé en 1914 trouva ses forces décuplées après la victoire des bolchéviques en Russie.
En mai 1920, la marine soviétique menée par Raskolnikov et accompagnée par Grigory Ordjonikidzé (dit « camarade Sergo ») rentre dans le port de Bandar-e Anzali. Cette mission est officiellement déclarée comme étant une mission de poursuite de vaisseaux et de munitions russes prises par les Russes blancs du général contre-révolutionnaire Denikine, à qui les Britanniques avaient offert l'asile à Bandar-e Anzali. La garnison britannique à Anzali évacue rapidement et sans résistance et les forces britanniques se retirent à Manjil.
Face à un conflit entre son mouvement et les forces unies du gouvernement central iranien et des Britanniques, Mirza Koutchak Khan a eu plusieurs choix. Mirza avait auparavant considéré rechercher du soutien de la part des bolchéviques quand il avait voyagé à pied jusqu'à Lankaran pour les rencontrer, mais ils avaient été forcés d'évacuer avant son arrivée.
Parmi les Jangalis, nombreux étaient ceux qui pensaient que les bolchéviques offraient une solution réelle aux problèmes partagés à la fois par la Russie et par l'Iran (la domination d'une classe dirigeante et de la cour impériale). Le second de Koutchak Khan, Ehsanollah Khan, était lui-même devenu communiste et un ardent défenseur d'une alliance avec les bolchéviques. Koutchak Khan, bien qu'hésitant et prudent envers une telle idée à cause de ses idées patriotiques et religieuses, accepte finalement que les Jangalis s'allient avec les bolchéviques.
Cette coopération avec les révolutionnaires soviétiques était basée sur des conditions qui incluaient la déclaration de la naissance d'une république socialiste soviétique perse sous la direction de Koutchak Khan et la non-intervention des Soviets dans les affaires internes de cette république. Les soviets ont donc refusé de soutenir la jeune république en lui fournissant des soldats et des munitions. Mirza a proposé de payer les munitions mais les Soviétiques se sont opposés à sa demande.

## Déclaration formelle de la république
En mai 1920, la république soviétique du Gilan, officiellement connue sous le nom de République socialiste soviétique perse, a été proclamée. Il est important de préciser que la république n'a pas fait de réforme agraire à destination des paysans, qui étaient considérés comme des conservateurs par les forces radicales du mouvement Jangali. Des désaccords se sont par la suite créés entre Mirza et ses conseillers d'une part et les soviets et le parti communiste iranien (qui avait évolué depuis le parti Edalat (Justice) basé à Bakou) d'autre part.
Le 9 juin 1920, Mirza Koutchak Khan quitte Rasht, en guise de protestation et afin d'éviter l'affrontement militaire (qu'il avait toujours évité autant que possible, même quand il se battait contre les forces gouvernementales iraniennes); ce qui ouvre la voie pour un coup d'État organisé par le parti Edalat (communiste). La nouvelle administration, officiellement sous l'autorité de Ehsanollah Khan mais en fait sous l'influence d'Aboukov (un commissaire des Soviets), ont commencé une série de mesures très radicales pour l'époque et le contexte : propagande anti-religieuse, prise des biens des riches propriétaires terriens…
De telles campagnes ont été vécues comme des réminiscences de la longue histoire d'influence russe dans la région, et les classes moyennes ont été coupées en deux par le niveau de violence, le non-respect de la propriété et la domination étrangère sur le mouvement Jangali. La République a donc assez rapidement perdu son influence sur la population, notamment à cause des réfugiés de guerre qui se sont réfugiés dans les centres urbains, posant ainsi un problème économique significatif.